# Левшин, Александр Леонидович
Александр Леонидович Левшин (род. 4 декабря 1953, Ленинград) — советский и российский режиссёр, певец, музыкант, гитарист, композитор, радиоведущий. Заслуженный артист Российской Федерации (2003), лауреат премии «ТЭФИ», солист ВИА «Коробейники», солист группы «Рецитал».

## Биография
Родился 4 декабря 1953 года в Ленинграде, впоследствии семья переехала в Москву. Со школьного возраста увлекался рок-музыкой и с 1970 по 1973 год выступал в составе группы «Авангард», в качестве гитариста и вокалиста.
После армии, в 1975 году, пришёл работать в Росконцерт в состав ВИА «Коробейники». В 1976 году «Коробейники» приняли участие во Всесоюзном конкурсе на лучшее исполнение песни в Сочи, где стали лауреатами, получив 1 премию за исполнение музыкальной оратории композитора Георгия Свиридова «Памяти Сергея Есенина». В 1978 году вокальная группа ВИА «Коробейники» в составе из Вячеслава Назарова, Александра Левшина, Владимира Чуйкина и Юрия Меньшова принимала участие в записи песен композитора Максима Дунаевского к телефильму «Д’Артаньян и три мушкетёра». Александр Левшин озвучивал, как певец, роль Де Тревиля (в кадре — Лев Дуров). В фильме принимал участие в записи следующих песен: «Баллада де Тревиля», «Песня о католиках и гугенотах», «Песня мушкетёров», «Марш гвардейцев кардинала», «Баллада о дружбе».
В 1980 году был приглашён на студию «Мелодия» для участия в записи песен Аллы Пугачевой: «Дежурный ангел», «Усталость», «Как тревожен этот путь». После совместной работы был приглашён участвовать в группе «Рецитал» в качестве музыканта. После создания в 1987 году «Театра песни Аллы Пугачевой» Левшин, Руслан Горобец, Александр Кальянов, Владимир Кузьмин, Владимир Пресняков стали участвовать в концертах Пугачёвой как солисты и авторы-исполнители.
В 1982 году Левшин поступил в ГИТИС на режиссёрский факультет и в 1986 году его окончил.
В 1985 году при участии Петра Подгородецкого (экс-клавишник группы «Машина времени») и других московских музыкантов записал первый и последний альбом рок-группы «Здоровье».
В 1989 году на студии звукозаписи «Мелодия» была выпущена на виниле авторская пластинка Левшина «Отражение». В пластинке прозвучали песни, написанные Левшиным на слова поэтов Виталия Мозгалина и Валерия Брюсова. В альбоме песни исполняли Альберт Асадуллин, Майя Булгакова, Екатерина Семёнова и Тамара Сёмина (чтение текста).
Параллельно с работой у Пугачевой организовывал и проводил теле- и постановочные режиссёрские работы.
С 1995 по 1997 года — главный редактор радиостанции «Венец».
В 2001 году стал лауреатом премии «ТЭФИ» в номинации «Музыка на телевидении», с программой I международный фестиваль «И все поют стихи Булата…».
Также в 2001 году Левшиным написана музыка на стихи поэта Симона Осиашвили к песне «Мы любим тебя, Архангельск!». В 2014 году мэрия Архангельска выбрала песню официальным гимном городу.
В 2003 году Левшину было присвоено звание «Заслуженный артист Российской Федерации».
В 2003 году организовал студию звукозаписи LAL-Studio. В 2007—2008 годах на студии был записан цикл песен в рамках проекта «Поющие продюсеры».
Написал книгу в жанре фэнтези.
С мая 2009 года по май 2012 года Левшин вел авторскую передачу на радиостанции «Говорит Москва». В 2011 году стал лауреатом премии «Москва-Медиа» в номинации «Лучшая информационная программа о шоу-бизнесе».
В 2010 году Левшин записал песни, которые вошли в концертную программу «Я соберу своих друзей».
В октябре 2018 года снялся в пятисерийном документальном фильме «Пока ещё мы вместе, или Мушкетёры сорок лет спустя» (режиссёр Вячеслав Каминский, автор сценария Максим Фёдоров), посвящённом созданию картин Георгия Юнгвальд-Хилькевича «Д’Артаньян и три мушкетёра», «Мушкетёры двадцать лет спустя», «Тайна королевы Анны, или Мушкетёры тридцать лет спустя» и «Возвращение мушкетёров, или Сокровища кардинала Мазарини». Премьера фильма состоялась 14 февраля 2020 года в Белом зале Центрального Дома кино
18 декабря 2018 года отпраздновал юбилейный концерт в «Московском Мюзик Холле». В концерте принимали участие друзья-артисты: Алексей Глызин, Екатерина Семенова, Сергей Куприк, Ксения Георгиади, Дмитрий Прянов, Любовь Шепилова, Константин Бубнов, группа «Уч-Кудук». Ведущие концерта — Виктория Тарасова и Алексей Огурцов.
12 мая 2021 года совместно с Михаилом Боярским, Вениамином Смеховым и Валентином Смирнитским принял участие в творческом вечере в Московском Доме книги на Новом Арбате (режиссёр-постановщик Елена Суржикова), посвящённом 90-летию поэта Юрия Ряшенцева, который был организован Культурным фондом Николая Караченцова.[значимость факта?]
В 2022 году Александр Левшин выпустил новую песню и новый клип — «Ветер перемен», которую он посвятил военным России, ДНР, ЛНР.

## Награды и почётные звания
- 1976 год — Победитель (1 место) во Всесоюзном конкурсе за лучшее исполнение музыкальной оратории композитора Георгия Свиридова «Памяти Сергея Есенина» (в составе ВИА «Коробейники»), (Сочи)
- 2001 год — лауреат премии «ТЭФИ» в номинации «Музыка на телевидении», с программой: I международный фестиваль «И все поют стихи Булата…», (Эфир: Первый канал и REN-TV)
- 2003 год — Заслуженный артист Российской Федерации (29 ноября 2003)
- 2008 год — Награждён медалью «ЗА ВКЛАД В ДЕЛО МИРА» Всемирным благотворительным фондом «Дети и молодежь против терроризма» (№НК/02 от 01.09.2008)
- 2011 год — Награждён медалью «ЗА ВКЛАД В РАЗВИТИЕ МУЗЫКАЛЬНОГО ИСКУССТВА» (общественная медаль «Великий Русский композитор М. И. Глинка»)
- 2011 год — лауреат радио премии «Москва Медиа» в номинации «Лучшая информационная программа о шоу-бизнесе»
- 2013 год — Награждён медалью ОРДЕНА «СИЛА РОССИИ» В ОЗНАМЕНОВАНИЕ 100-ЛЕТИЯ ВОЕННО-ВОЗДУШНЫХ СИЛ «100 ЛЕТ ВВС»
- 2013 год — Награждён нагрудным знаком «200 лет Георгиевскому Кресту»
- 2013 год — Награждён нагрудным знаком «ЕКАТЕРИНА ВЕЛИКАЯ» II степени (от 4.12.2013 года)
- 2014 год — Награждён орденом «ПЕТРА ВЕЛИКОГО» II степени (от 4.12.2014 года)
- 2015 год — Награждён Благотворительным фондом «Национальное достояние» орденским знаком «Золотая Звезда Отечества» (№ 347 от 20.06.2015) за вклад в развитие музыкального искусства и отечественной эстрады
- 2016 год — Награждён орденом «За благородство помыслов и дел» от 10 декабря 2016 года № 04 решением Президиума Совета Ветеранов МВД России
- 2017 год — Награждён юбилейной медалью «15 лет Объединенной группировке войск (сил) по проведению контртеррористических операций на территории Северо-Кавказского региона Российской Федерации», от 25 апреля 2017 года № 107, командующий ОГВ(с) генерал-лейтенант А. А. Попов.
- 2017 год — Награждён медалью «За содействие» приказом Следственного комитета Российской Федерации от 24.07.2017 года № 159-куп/и, Генерал юстиции Российской Федерации Бастрыкин Александр Иванович.
- 2017 год — Награждён Почетной грамотой Министерства Внутренних Дел РФ «За активное участие в проведении в 2017 году выездной акции для сотрудников органов внутренних дел Российской Федерации, выполняющих оперативно-служебные задачи на территории Северо-Кавказского региона Российской Федерации», приказом Министра МВД РФ Генерала Полиции В. Колокольцева.
- 2017 год — Награждён медалью Министерства обороны РФ «Участнику Военной Операции в Сирии» приказом Министра обороны РФ Генерал Армии С. К. Шойгу от 3 марта 2017 года № 123, Врио командира войсковой части 31600 Генерал-майор И. Колесников.
- 2018 год — Награждён медалью «За содружество в области химического разоружения» приказом начальника Федерального управления по безопасному хранению и уничтожению химического оружия от 5 марта 2018 года № 50, Генерал-полковник В. Капашин.
- 2019 год — Награждён знаком отличия военно-политических органов Вооруженных Сил РФ, приказом заместителя Министра обороны РФ — начальника Главного военно-политического управления Вооруженных Сил РФ, генерал-полковник А. Картаполов, от 4 декабря 2019 года № 132
- 2024 год — лауреат премии «Шансон Года». Награду получил от радио Шансон за песню «Любовь за плату» (стихи М. Гуцериев, музыка А. Левшин, 2023 г.)
- 2024 год — Награждён Почётной грамотой Президента Российской Федерации В. В. Путиным, от 8 апреля 2024 г., приказ № 105

## Дискография
- 1988 — Отражение
- 1991 — Заветные слова
- 2010 — Я небо (совместно с группой «РЕЦИТАЛ»)
- 2013 — Я соберу своих друзей
- 2013 — АнтиСказки
- 2015 — Зеркало небес[10]
- 2017 — Если б не было тебя[11] (Сингл)
- 2019 — Свобода бесценна[12] (Сингл)
- 2024 — Любовь за плату (Сингл)

## Фильмография
- 1978 — Д’Артаньян и три мушкетёра — де Тревиль (исполнение песен)
- 1983 — Любовью за любовь (музыкальный художественный фильм по мотивам пьесы У. Шекспира «Много шума из ничего» на музыку Тихона Хренникова) — камео, как музыкант группы «РЕЦИТАЛ»
- 1985 — Пришла и говорю — камео, музыкант группы «РЕЦИТАЛ»
- 1986 — Как стать счастливым — научный сотрудник Института Мозга
- 1986 — Участие в съемках клипа «Спасатель» В. Добрынина
- 1988 — Приморский бульвар — запись песен в фильме композитора В. Добрынина
- 1988 — Клип на песню «Алло» (исп. Алла Пугачева) — камео, музыкант группы «РЕЦИТАЛ» (программа «Утренняя почта», 1988 год)
- 1991 — Музыкальные горошины — клип на песню Александра Левшина — Я не верю тебе (Главная редакция муз. программ ЦТ)
- 1991 — Музыкальные горошины — клип на песню Александра Левшина — Как скучно вокруг (Дождь)
- 2016 — Клип на песню «Не будьте ко мне равнодушны»
- 2017 — Клип на песню «Если б не было тебя»
- 2022 — Клип на песню «Ветер перемен[13]» (посвящена военным России, ДНР и ЛНР)

## Радио
- с 1995—1997 года — главный редактор радиостанции «ВЕНЕЦ»
- с 2009—2012 года — автор и ведущий радиопередачи «Три портрета», радиостанция Говорит Москва

## Литературные произведения
- Левшин А. Л. / Сказание о Прибамбассе — М.: Домашняя библиотека, 2014. — 264 с. ISBN 978-5-4270-0102-1